# Ibrahim al Ḥalabī
Burhān al-Dīn Ibrāhīm ibn Muḥammad ibn Ibrāhīm al-Ḥalabī (برهان الدين ٳبراهيم بن محمد بن ٳبراهيم الحلبى) was een islamitische jurist (faqīh) die werd geboren rond 1460 in Aleppo, en die overleed in 1549 in Istanbul. Zijn reputatie als een van de meest briljante wetgeleerden van zijn tijd berust voornamelijk op zijn werk Multaqā al-abḥur, dat het standaardhandboek werd van de Ḥanafitische school van islamitisch recht in het Ottomaanse Rijk.

## Leven
Er zijn niet veel details bekend over het leven van Ibrāhīm al-Ḥalabī; de beschikbare contemporaine bronnen bieden slechts een schets van zijn carrière. Alle bekende feiten zijn op een rij gezet door Has (1981). Vrijwel al deze feiten zijn te vinden in een enkele bron, het biografische naslagwerk al-Shaqā’iq al-nu‛māniyya van Taşköprüzade (gest. 1561).
Al-Ḥalabī's nisba verwijst naar zijn herkomst uit de stad Aleppo (in het Arabisch Ḥalab), die destijds behoorde tot het sultanaat van de Mammelukken, en waar hij rond 1460 werd geboren. Hij ontving zijn opleiding in de islamitische wetenschappen in zijn geboortestad, en hij woonde ook lezingen bij in Damascus. Zijn studie leverde hem de benodigde kwalificaties om voor enige tijd te werken als gebedsvoorganger (imām) en prediker (khaṭīb) in Aleppo.
Om zijn studie voort te zetten trok hij aan het eind van de 15e eeuw naar Caïro, toen de hoofdstad van het Mammelukse sultanaat. In Caïro volgde hij waarschijnlijk lezingen aan de al-Azhar-universiteit, die een curriculum in de Ḥanafitische jurisprudentie aanbood. Hij studeerde ook onder de beroemde geleerde en veelschrijver Jalāl al-Dīn al-Suyūṭī (gest. 1505).
Rond het jaar 1500 verhuisde al-Ḥalabī naar Istanbul, hoofdstad van het Ottomaanse Rijk. Zijn kwaliteit als geleerde werd kennelijk snel erkend, en hij bezette de functies van imām en khaṭīb in verschillende moskeeën, totdat hij uiteindelijk werd benoemd in deze functies aan de prestigieuze Fātiḥ-moskee. Daarnaast werd hij benoemd als leraar aan het Dār al-qurrā’ "huis van de reciteurs" dat werd opgericht door Shaykh al-Islām Sadi Çelebi (gest. 1539). In Istanboel schreef en publiceerde al-Ḥalabī zijn beroemdste werk, Multaqā al-abḥur (ملتقى الأبحر).
Nadat hij het grootste deel van zijn leven had doorgebracht in Istanboel, en bij zijn tijdgenoten faam had verworven als een van de grootste wetgeleerden van zijn tijd, overleed al-Ḥalabī in het jaar 1549, naar verluidt op de leeftijd van 90 jaar. Hij is begraven in het stadsdeel Edirnekapı in Istanboel.
De Oostenrijkse diplomaat en historicus Joseph von Hammer-Purgstall (1774–1856) vermeldt al-Ḥalabī in zijn top-tien van "diepzinnige juristen" van de 16e eeuw, de Ottomaanse gouden eeuw.

## Werken
Has presenteert een uitgebreide en geannoteerde lijst van al-Ḥalabī's geschriften. Deze lijst bevat belangrijke aanvullingen en correcties op eerdere lijsten, met name die van Brockelmann. De boeken en verhandelingen van al-Ḥalabī (afgezien van de Multaqā al-abḥur, behandeld in de volgende secties), worden hieronder opgenoemd.
Twee werken van al-Ḥalabī raakten algemeen in omloop als schoolboeken, omdat ze zijn geschreven in eenvoudig Arabisch:
- Ghunyat al-mutamallī, in het Turks bekend als Halebi-i kebir "grote Ḥalabī", een commentaar op Munyat al-Muṣallī, een tekst over het rituele gebed door Sadīd al-Dīn Muḥammad ibn Muḥammad al-Kāshgharī (gest. 1305).
- Mukhtaṣar Ghunyat al-mutamallī, een verkorte versie van de voorgaande tekst, in het Turks bekend als Halebi-i sağir "kleine Ḥalabī".[6]

Drie andere werken van boeklengte begonnen hun bestaan waarschijnlijk als werkaantekeningen die al-Ḥalabī maakte tijdens zijn studie van de Ḥanaftische jurisprudentie:
- al-Fawā’id al-muntakhaba min al-fatāwā al-tātārkhāniyya, een bloemlezing van fatwā’s gekozen uit een grote, gezaghebbende verzameling[7] samengesteld op bevel van Khān-i A‛ẓam Tātārkhān, een edelman aan het hof van Muḥammad Shāh II (reg. 1325-1351) van de Ṭughlāq-dynastie in Noord-India.
- Mukhtaṣar Fatḥ al-qadīr,[8] een samenvatting van Fatḥ al-qadīr door Muḥammad ibn ‛Abd al-Wāḥid Ibn al-Humām (gest. 1457),[9] een omvangrijk commentaar op al-Marghīnānī's Hidāya, een van de bronnen van al-Ḥalabī's Multaqā.
- Mukhtaṣar al-Jawāhir al-muḍiyya fī ṭabaqāt al-ḥanafiyya, een verkorting van een werk door Abū Muḥammad ‛Abd al-Qādir ibn Abī al-Wafā’ (gest. 1373) dat biografische en bibliografische gegevens bevat over Ḥanafitische geleerden.

Andere, minder bekende werken zijn:
- Silk al-niẓām, een commentaar op Jawāhir al-kalām, een filosofische tekst door ‛Aḍud al-Dīn ‛Abd al-Raḥmān ibn Aḥmad al-Ījī (gest. 1375).
- Naẓm sīrat al-nabī wa-sharḥuh, een korte biografie van de profeet Muḥammad in 63 versen, met commentaar van de auteur zelf.
- al-Ḥilya al-sharīfa, over de profeet Muḥammad en zijn deugden, hoofdzakelijk gebaseerd op het beroemde Kitāb al-Shifā’ van Qāḍī ‛Iyāḍ (gest. 1149).
- Kitāb fuṣūl al-arba‛īn, een selectie van tradities (ḥadīth) ingedeeld in 40 hoofdstukken, betreffende verschillende aspecten van islamitisch ritueel (toeschrijving, auteurschap niet zeker).
- Een commentaar op een ode (qaṣīda) van Sharaf al-Dīn Ismā‛īl ibn Muqri’ al-Yamanī (gest. 1433), een Shāfi‛itische geleerde.

Een opmerkelijk aspect van al-Ḥalabī's conservatieve opvattingen is zijn verzet tegen de filosofie en de werken van de soefi en mysticus Ibn ‛Arabī (gest. 1240). Dit verzet kreeg vorm in twee lange verhandelingen die harde kritiek bevatten op Ibn ‛Arabī's beroemde werk Fuṣūṣ al-ḥikam, en een andere verhandeling tegen extreme soefi-praktijken als dansen (raqṣ, dawarān):
- Ni‛mat al-dharī‛a fī nuṣrat al-sharī‛a.
- Tasfīh al-ghabī fī tanzīh Ibn ‛Arabī.
- al-Rahṣ wa-l-waqṣ li-mustaḥill al-raqṣ.

Meer conventionele verhandelingen over obscure juridische kwesties zijn:
- al-Qiyām ‛inda dhikr wilādat rasūl Allāh, tegen de praktijk van het opstaan bij het noemen van de geboorte van de profeet Muḥammad tijdens de viering van de mawlid.
- Risāla fī al-masḥ ‛alā al-khuffayn, over de toelaatbaarheid van het wrijven over het schoeisel tijdens de rituele reiniging, een destijds veelbesproken geschilpunt.
- Risāla fī al-radd ‛alā man i‛taqada islām Āzār, over de vraag of er ongelovigen waren onder de voorouders van de profeet Muḥammad.
- Risāla fī ḥaqq abaway nabiyyinā (‛alayh al-salām), over de vraag of er onder degenen die stierven vóór het optreden van de profeet Muḥammad mensen waren die kunnen worden beschouwd als ware gelovigen.
- Risālat al-himmaṣa, over de wettigheid van het gebruik van een brouwsel van kikkererwten als pap voor op een wond.
- Risāla fī tawjīh al-tashbīh.[10]

De hieronder genoemde werken zijn ten onrechte toegeschreven aan Ibrāhīm al-Ḥalabī:
- Durrat al-muwaḥḥidīn wa-dirrat al-mulḥidīn door Ibrāhīm ibn Shaykh al-Islām Mūsā al-Ḥalabī,[12] een pamflet waarin de Ottomaanse sultan Bayezid II (reg. 1481-1512) wordt opgeroepen om actie te ondernemen tegen de vervolging van soennitische Moslims onder de sji’itische dynastie van de Safawieden in Perzië.
- Tuḥfat al-akhyār door Ibrāhīm ibn Muṣṭafā al-Ḥalabī (gest. 1776), een glosse op al-Ḥaṣkafī's (gest. 1677) commentaar al-Durr al-Mukhtār op Tanwīr al-Abṣār wa-Jāmi‛ al-Biḥār door al-Timirtāshī (gest. 1595).[13]
- Risāla fī mas’alat al-jabl min awā’il sharḥ Qāḍī-Zāda ‛alā Mulakhkhaṣ al-Jaghmīnī, een tekst die werd voltooid 1411 (dus ruim vóór al-Ḥalabī's geboorte) door een verder onbekende naamgenoot.[14] Het werk is een verhandeling over een kwestie die werd aangeroerd door Qāḍī-Zāda (gest. 1412) in zijn commentaar op de Mulakhkhaṣ van al-Jaghmīnī (gest. 1212).[15]

## DeMultaqā
Al-Ḥalabī's beroemdste werk, getiteld Multaqā al-abḥur "Samenvloeiing der zeeën", werd door de auteur voltooid op 23 rajab 923 (11 september 1517). Het werk is een samenvatting van een aantal oudere standaardcompilaties van Ḥanafitische jurisprudentie (de "zeeën" uit de titel). De auteur geeft nauwkeurig aan waar zijn bronnen het eens zijn, en waar zij het niet eens zijn, en verschaft helderheid door aan te geven welke juridische opinies naar zijn inzicht het meest correct zijn (aṣaḥḥ), het sterkst (aqwā), te verkiezen (arjaḥ), of welke de vookeur hebben in fatwa’s (al-mukhtār li-l-fatwā). De Multaqā is niet een wetboek, een fenomeen dat in de traditionele islam niet bestaat. Net als alle andere fiqh-boeken biedt de Multaqā een geannoteerd overzicht van de juridische opinies van eerdere geleerden over wat de wet is (als er consensus bestaat) of zou kunnen zijn (bij verschil van inzicht).
Het werk wordt gewoonlijk kortweg Multaqā genoemd (in het Turks Mülteka). Het is zowel alomvattend als beknopt, en geschreven in toegankelijke taal. Deze kwaliteiten bezorgden het onder rechters een reputatie als handzaam naslagwerk, en maakten het tot het centrale leerboek in de Ottomaanse madrasa’s vanaf de regeerperiode van sultan Süleyman de Grote (reg. 1520-1566). Het boek zou zijn vooraanstaande positie gedurende drie eeuwen behouden.
De populariteit van de Multaqā kan worden afgelezen aan het grote aantal commentaren dat in de navolgende eeuwen werd geschreven, en aan het feit dat er al spoedig een Turkse vertaling kwam. De canonieke status van de Multaqā werd ook opgemerkt door verschillende Europese waarnemers. Zo merkte Farley op: "De Sultan regeert over de Turken, maar de koran en de Mülteka regeren over Sultan."
De Multaqā behield zijn betekenis tot in de laatste jaren van het Ottomaanse Rijk. De Mecelle, het Ottomaanse burgerlijk wetboek dat in 1877 werd uitgebracht, bevat meer passages die direct zijn vertaald uit de Multaqā dan uit enige andere bron; ongeveer 20 procent van de artikelen van de Mecelle zijn overgenomen uit de Multaqā. Ook verschenen er in Istanboel tussen de jaren 1836 en 1898 twaalf gedrukte uitgaven van de tekst.
De Duits-Britse geleerde Joseph Schacht gebruikte de Multaqā als zijn primaire bron voor het systematische deel van zijn standaardwerk Introduction to Islamic law (1964). Hij beschrijft de Multaqā als “een van de recentste en hoogst gewaardeerde uiteenzettingen van de leer van de [Ḥanafitische] school, die de islamitische wet weergeeft in zijn uiteindelijke, volledig ontwikkelde vorm."
De inhoud van de Multaqā is gerangschikt volgens de conventionele indeling van een boek over Ḥanafitisch recht. De hoofdonderwerpen zijn verdeeld over 57 boeken (kitāb, lijst hieronder), met verdere onderverdelingen in hoofdstukken (bāb) en secties (faṣl).
| Boek | Arabische titel      | Onderwerp                              |
| 1    | Kitāb al-Ṭahāra      | rituele reinheid                       |
| 2    | Kitāb al-Ṣalāh       | ritueel gebed                          |
| 3    | Kitāb al-Zakāh       | aalmoesbelasting                       |
| 4    | Kitāb al-Ṣawm        | vasten                                 |
| 5    | Kitāb al-Ḥajj        | bedevaart naar Mekka                   |
| 6    | Kitāb al-Nikāḥ       | huwelijk                               |
| 7    | Kitāb al-Raḍā‛       | zoogverwantschap                       |
| 8    | Kitāb al-Ṭalāq       | verstoting                             |
| 9    | Kitāb al-I‛tāq       | vrijlating van slaven                  |
| 10   | Kitāb al-Aymān       | eden                                   |
| 11   | Kitāb al-Ḥudūd       | de vaste straffen                      |
| 12   | Kitāb al-Sariqa      | diefstal                               |
| 13   | Kitāb al-Siyar       | heilige oorlog                         |
| 14   | Kitāb al-Laqīṭ       | vondelingen                            |
| 15   | Kitāb al-Luqaṭa      | gevonden voorwerpen                    |
| 16   | Kitāb al-Ābiq        | gevluchte slaven                       |
| 17   | Kitāb al-Mafqūd      | vermiste personen                      |
| 18   | Kitāb al-Sharika     | vennootschap                           |
| 19   | Kitāb al-Waqf        | religieuze stichtingen                 |
| 20   | Kitāb al-Buyū‛       | verkoopovereenkomsten                  |
| 21   | Kitāb al-Ṣarf        | wisselen van geld                      |
| 22   | Kitāb al-Kafāla      | garantstelling                         |
| 23   | Kitāb al-Ḥawāla      | overdracht van vorderingen             |
| 24   | Kitāb al-Qaḍā’       | rechtspleging                          |
| 25   | Kitāb al-Shahādāt    | getuigenverklaringen                   |
| 26   | Kitāb al-Wakāla      | machtiging                             |
| 27   | Kitāb al-Da‛wā       | eisen                                  |
| 28   | Kitāb al-Iqrār       | beëdigde verklaringen                  |
| 29   | Kitāb al-Ṣulḥ        | schuldovereenkomsten                   |
| 30   | Kitāb al-Muḍāraba    | commanditaire vennootschap             |
| 31   | Kitāb al-Wadī‛a      | bewaargeving                           |
| 32   | Kitāb al-‛Āriyya     | bruikleen                              |
| 33   | Kitāb al-Hiba        | schenkingen                            |
| 34   | Kitāb al-Ijāra       | huur                                   |
| 35   | Kitāb al-Mukātab     | slaven met een vrijlatingsovereenkomst |
| 36   | Kitāb al-Walā’       | patronaat                              |
| 37   | Kitāb al-Ikrāh       | dwang                                  |
| 38   | Kitāb al-Ḥajr        | verhindering                           |
| 39   | Kitāb al-Ma’dhūn     | slaven met handelsbevoegdheid          |
| 40   | Kitāb al-Ghaṣb       | inbeslagneming                         |
| 41   | Kitāb al-Shuf‛a      | naasting                               |
| 42   | Kitāb al-Qisma       | verdeling van goederen                 |
| 43   | Kitāb al-Muzāra‛a    | verpachting van landbouwgrond          |
| 44   | Kitāb al-Musāqāt     | irrigatiecontracteb                    |
| 45   | Kitāb al-Dhabā’iḥ    | ritueel slachten                       |
| 46   | Kitāb al-Uḍḥiyya     | offerandes                             |
| 47   | Kitāb al-Karāhiyya   | laakbaarheid                           |
| 48   | Kitāb Iḥyā’ al-Mawāt | cultivatie van braakliggend land       |
| 49   | Kitāb al-Ashriba     | onwettige dranken                      |
| 50   | Kitāb al-Ṣayd        | jacht                                  |
| 51   | Kitāb al-Rahn        | verpanding                             |
| 52   | Kitāb al-Jināyāt     | misdrijven tegen personen              |
| 53   | Kitāb al-Diyāt       | bloedgeld                              |
| 54   | Kitāb al-Ma‛āqil     | bloedgeld                              |
| 55   | Kitāb al-Waṣāyā      | wilsbeschikkingen                      |
| 56   | Kitāb al-Khunthā     | tweeslachtige personen                 |
| 57   | Kitāb al-Farā’iḍ     | erfdelen                               |

### Commentaren
Nadat de Multaqā het meest populaire handboek van het Ḥanafitische recht was geworden, was het verschijnen van tal van commentaren, supercommentaren en glossen onontkoombaar. Er zijn meer dan vijftig van zulke werken geïdentificeerd. Het oudst bekende commentaar, door Sulaymān ibn ‛Alī al-Qaramānī (gest. 1518), werd geschreven binnen een jaar nadat de Multaqā was voltooid, maar er zijn geen afschriften van bewaard gebleven. Het oudste nog bestaande commentaar werd voltooid in 1587, terwijl het meest recente dateert uit 1862. De meest geraadpleegde commentaren zijn:
- Majma‛ al-anhur door ‛Abd al-Raḥmān ibn Muḥammad ibn Shaykh Sulaymān, beter bekend als Shaykh-Zāda (gest. 1667).[29]
- al-Durr al-Muntaqā door ‛Alā’ al-Dīn Muḥammad ibn ‛Alī al-Ḥaṣkafī (gest. 1677).[30]

### Vertalingen
Tijdens de regering van sultan İbrahim (reg. 1640-1648) werd een Turkse vertaling gemaakt van al-Ḥalabī's tekst met het commentaar van Shaykh-Zāda, met daar nog aan toegevoegde aantekeningen. De vertaling is getiteld Mevkufat, en werd gemaakt door Mevkufati Mehmed Efendi, op bevel van grootvizier Kemankeş Kara Mustafa Pasha. De eerste gedrukte uitgaven van de vertaling verschenen in Caïro (Bulaq,1838) en in Istanboel (1852), en moderne uitgaven van de Mevkufat, in Latijns schrift, worden nog steeds gepubliceerd in Turkije. Er bestaan ook nog verschillende nieuwe Turkse vertalingen van de Multaqā.
Gezien de centrale plaats die de Multaqā innam in het Ottomaanse rechtsysteem, zoals al vroeg opgemerkt door Europese waarnemers, is het opmerkelijk te noemen dat er nooit een volledige vertaling is verschenen in een westerse taal. D'Ohsson (1788-1824, vol. 5-6) en Sauvaire (1882) bieden alleen een vertaling in het Frans van geselecteerde hoofdstukken.

## Boeken
- Brockelmann, Carl (1937–1949). Geschichte der arabischen Litteratur. Brill, 2nd edition, vol. G I-II, S I-III, Leiden. ISBN 9789004230262.
- Davudoğlu, Ahmed (2013). Mevkufat: Mülteka Tercümesi. Sağlam Yayınevi, Istanbul. ISBN 9789759180812.
- Farley, James Lewis (1876). Turks and Christians. Simpkin, Marshall & Co., London.
- von Hammer, Joseph (1815). Des osmanischen Reichs Staatsverfassung und Staatsverwaltung. Camesinasche Buchhandlung, Wien. Gearchiveerd op 10 april 2017.
- de Hammer, Joseph (1835-1843). Histoire de l'empire Ottoman. Bellizard, Barthès, Dufour et Lowell, Vol. 1-18, Paris. Gearchiveerd op 27 juni 2022.
- Has, Şükrü Selim (1981). A study of Ibrāhīm al-Ḥalabī with special reference to the Multaqā. PhD thesis, Edinburgh University. Gearchiveerd op 26 maart 2017.
- Has, Şükrü Selim (1988). The use of Multaqā 'l-Abḥur in the Ottoman madrasas and in legal scholarship. Osmanlı Araştırmaları VII-VIII: 393–418.  Gearchiveerd van origineel op 16 oktober 2022.
- Khan, Aamir Shahzada (2014). Multaqā al-Abḥur of Ibrāhīm al-Ḥalabī (gest. 1549): A Ḥanafī legal text in its sixteenth-century Ottoman context. MA thesis, Budapest Central European University.[dode link]
- d'Ohsson, Ignatius Mouradgea (1788-1824). Tableau général de l'Empire Othoman. Firmin Didot, Vol. 1-7, Paris.
- Redhouse, James (1968). Redhouse Yeni Türkçe-İngilizce Sözlük. Redhouse Yayınevi, Istanbul.
- Sauvaire, Henry (1882). Droit musulman (rite hanafite). Le moultaqa el abheur avec commentaire abrégé du Majma‛ el anheur. Académie des sciences, belles-lettres et arts, Marseille. Gearchiveerd op 31 juli 2022.
- Schacht, Joseph (1964). An Introduction to Islamic law. Clarendon, Oxford. ISBN 9780198254737.
- Uysal, Mustafa (2000). İzahlı Mülteka el-Ebhur Tercümesi. Çelik Yayınevi, Istanbul. ISBN 9789756457917.
- Vanlıoğlu, Hüsameddin (2011). Mülteka Tercümesi. Yasin Yayınevi, Istanbul. ISBN 9786055719708.